# Kentropyx borckiana
Kentropyx borckiana is een hagedissensoort uit de familie tejuhagedissen (Teiidae).

## Naam
De soort werd voor het eerst wetenschappelijk beschreven door Wilhelm Peters in 1869. Oorspronkelijk werd de wetenschappelijke naam Centropyx Borckiana gebruikt. De soortaanduiding borckiana is een eerbetoon aan Johann Graf von Borcke (1781-1862), die enkele exemplaren verzamelde.

## Verspreiding en habitat
Deze hagedis komt voor in delen van het noorden van Zuid-Amerika en leeft in de landen Guyana, Suriname, Frans-Guyana, ook op Barbados. Ze worden gevonden aan of nabij de kust. Ook in door de mens aangepaste omgevingen zoals tuinen kan de soort worden aangetroffen.
Door de internationale natuurbeschermingsorganisatie IUCN wordt de hagedis als veilig beschouwd (Least Concern of LC).

## Voortplanting en ontwikkeling
De hagedis is eierleggend. Kentropyx borckiana is de enige soort in het geslacht Kentropyx die zich niet geslachtelijk voortplant. Alle meer dan honderd gekende specimens zijn vrouwelijk. De voortplanting gebeurt door parthenogenetische kloning. De soort is wellicht ontstaan door hybridisering van Kentropyx calcarata × Kentropyx striata.